# Baliza Guardiamarina Lamas
La Baliza Guardiamarina Lamas es una baliza no habitada de la Armada Argentina ubicada en el extremo sudeste de la isla Zavodovski en las islas Sandwich del Sur.
Fue instalada el 25 de enero de 1958 por personal del rompehielos ARA General San Martín, al mando del capitán Helvio Guosden, cuando se investigaba un posible desembarco ruso en la isla, donde se habían levantado edificaciones e izado la bandera de la Unión Soviética, que resultó ser falso. Fue la tercera baliza argentina instalada en las Sandwich del Sur.
El nombre de la baliza homenajea a un guardiamarina, José Daniel Lamas, fallecido en el naufragio del ARA Fournier en 1949.